# Прогрессовка
Прогрессовка (укр. Прогресівка) — село в Березанском районе Николаевской области Украины, на берегу Тилигульского лимана.
Население по переписи 2001 года составляло 417 человек. Почтовый индекс — 57430. Телефонный код — 5153. Занимает площадь 0,74 км².

## История
Лютеранская колония Нейзац основана в 1858 году переселенцами из Либентальского колонистского округа. 

В 1946 году указом ПВС УССР село Нейзац переименован в Прогрессовку.

## Экономика
- Солнечная электростанция (СЭС) (СЕС Піві Прогресівка), проектной мощностью 148 МВт. [3] Построена в 2019-2021 годах.

## Местный совет
57430, Николаевская обл., Березанский р-н, с. Ташино, ул. Ленина, 47

## Уроженцы
- Бабушка певицы — Жанны Фриске (1974—2015) — Паулина Вильгельмовна Фриске (1925—2000-е), жила в Прогрессовке.[4]